# Arquebisbat d'Ais de Provença

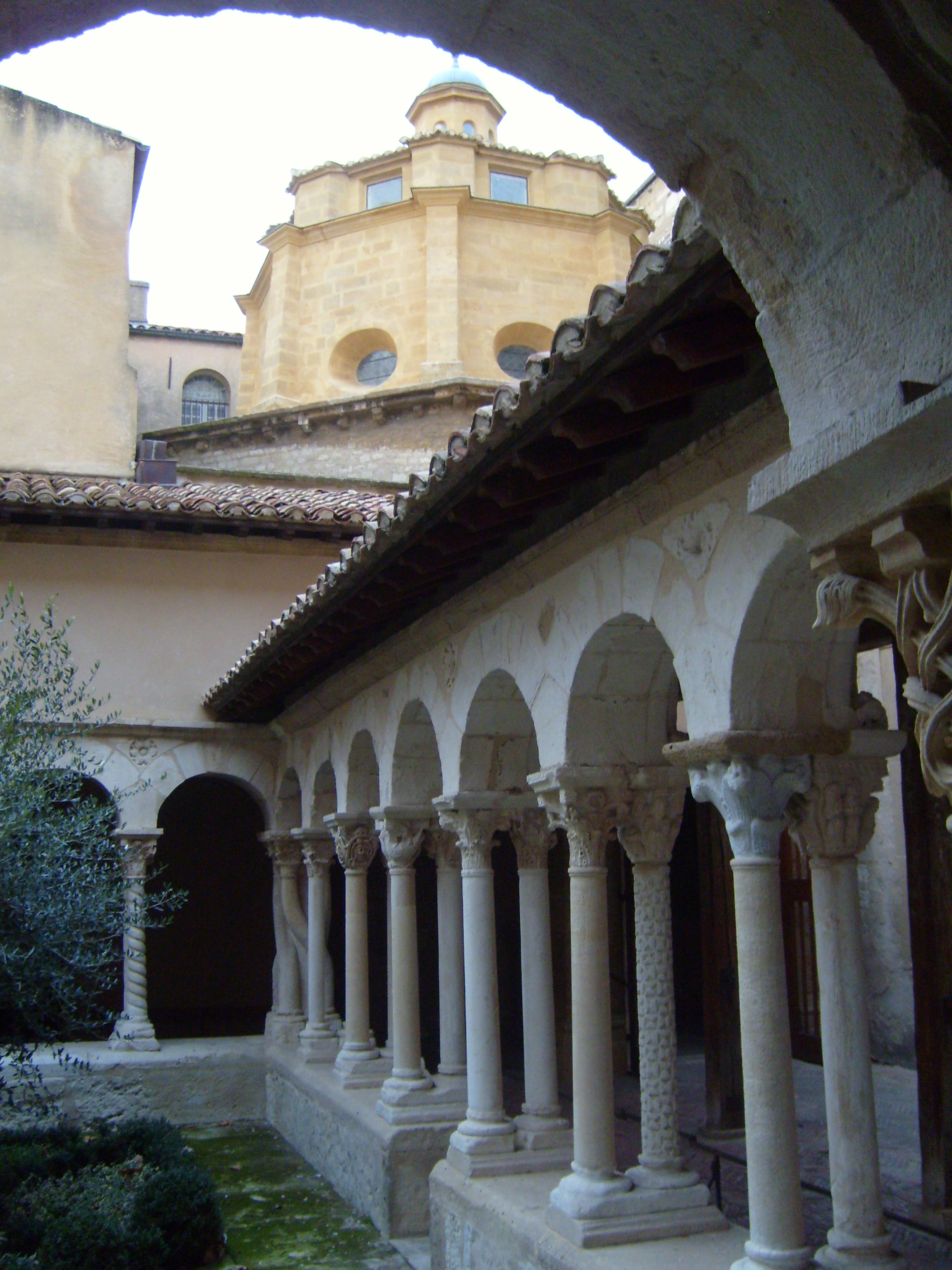
Vista del baptisteri al claustre de la catedral

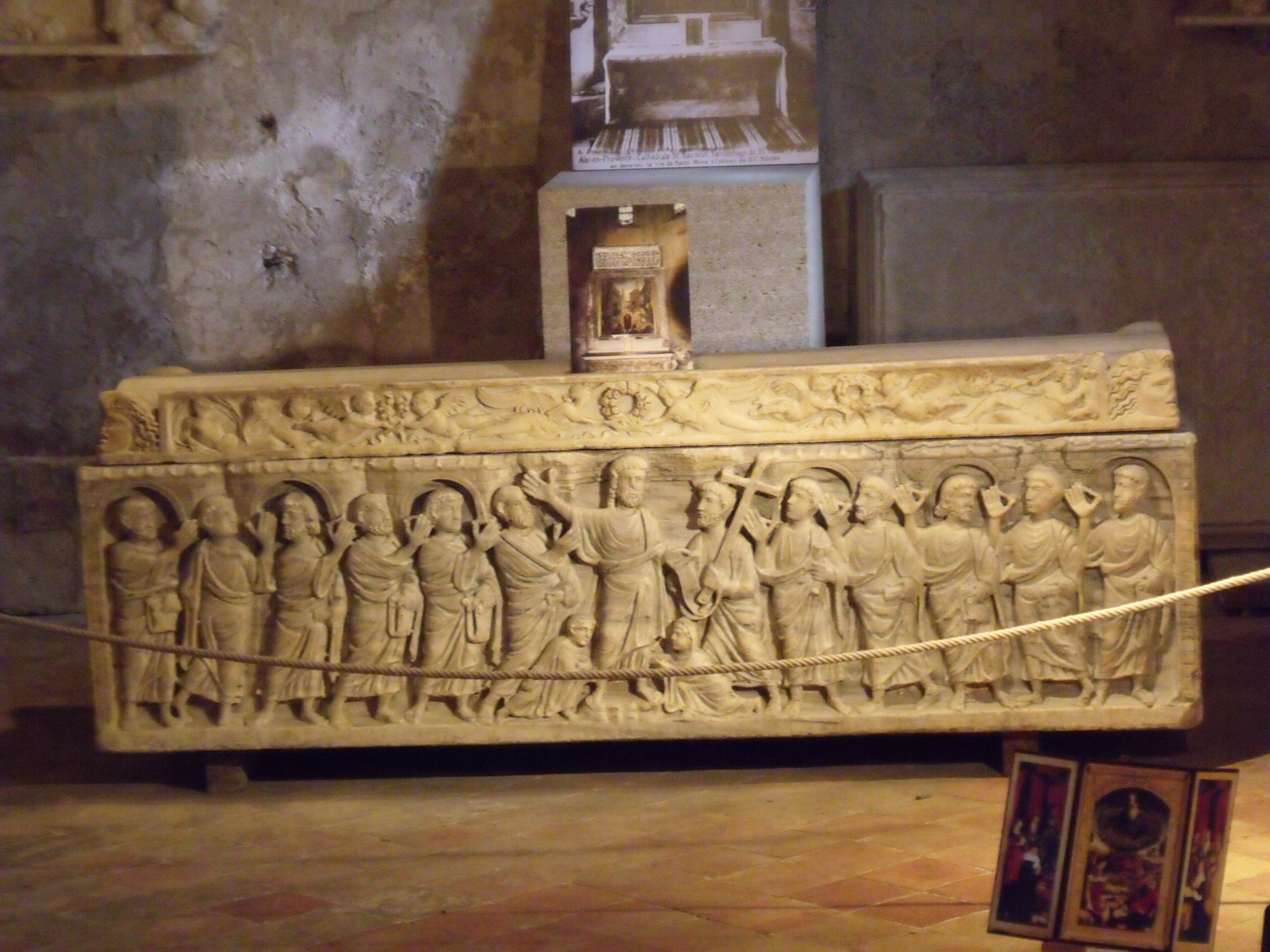
Sarcofag cristiào d'Aquae Sextiae a la catedral del Santíssim Salvador.

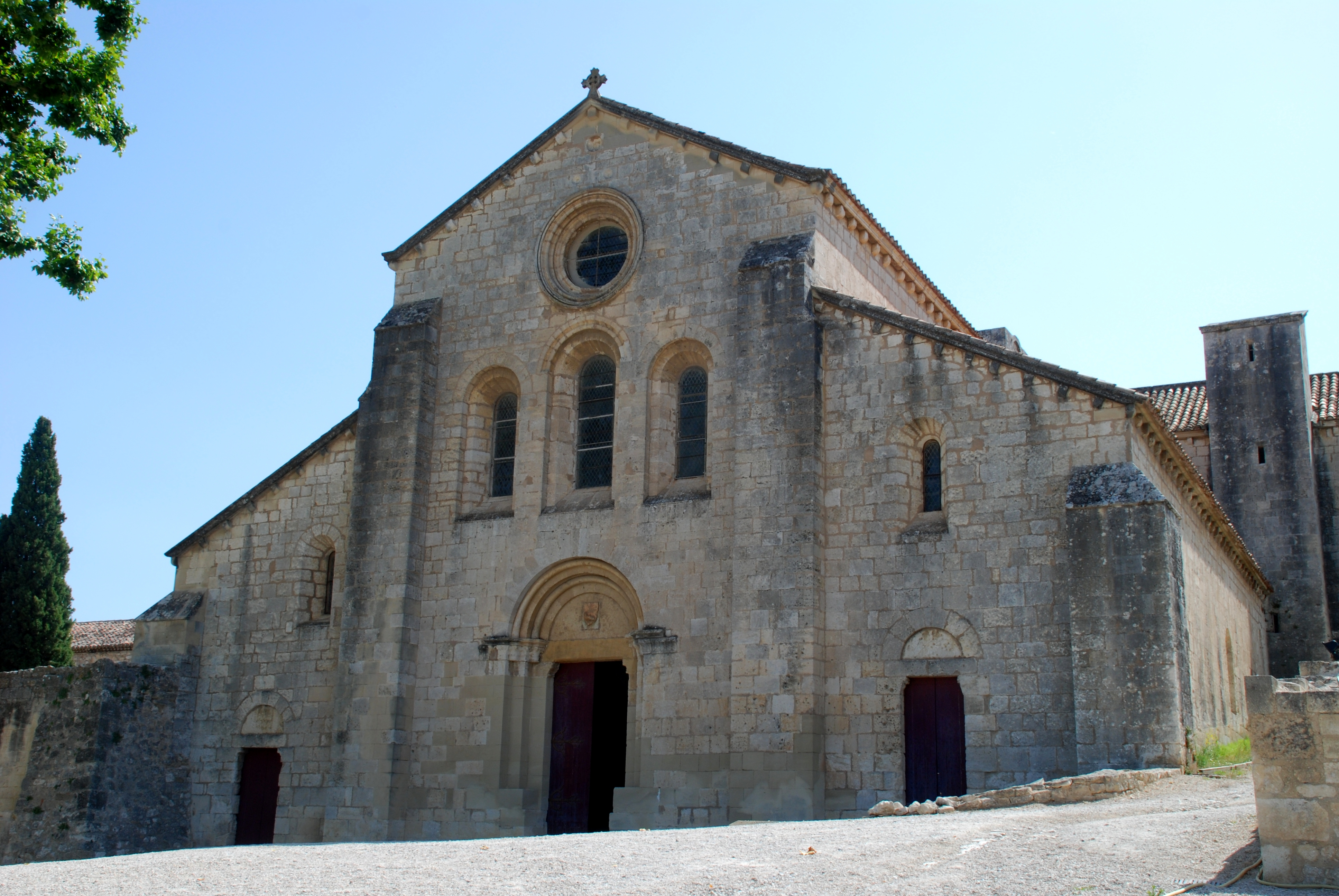
L'església de l'abadia cistercenca de Silvacane, a La Roque-d'Anthéron, fundada per sant Bernat de Claraval al.

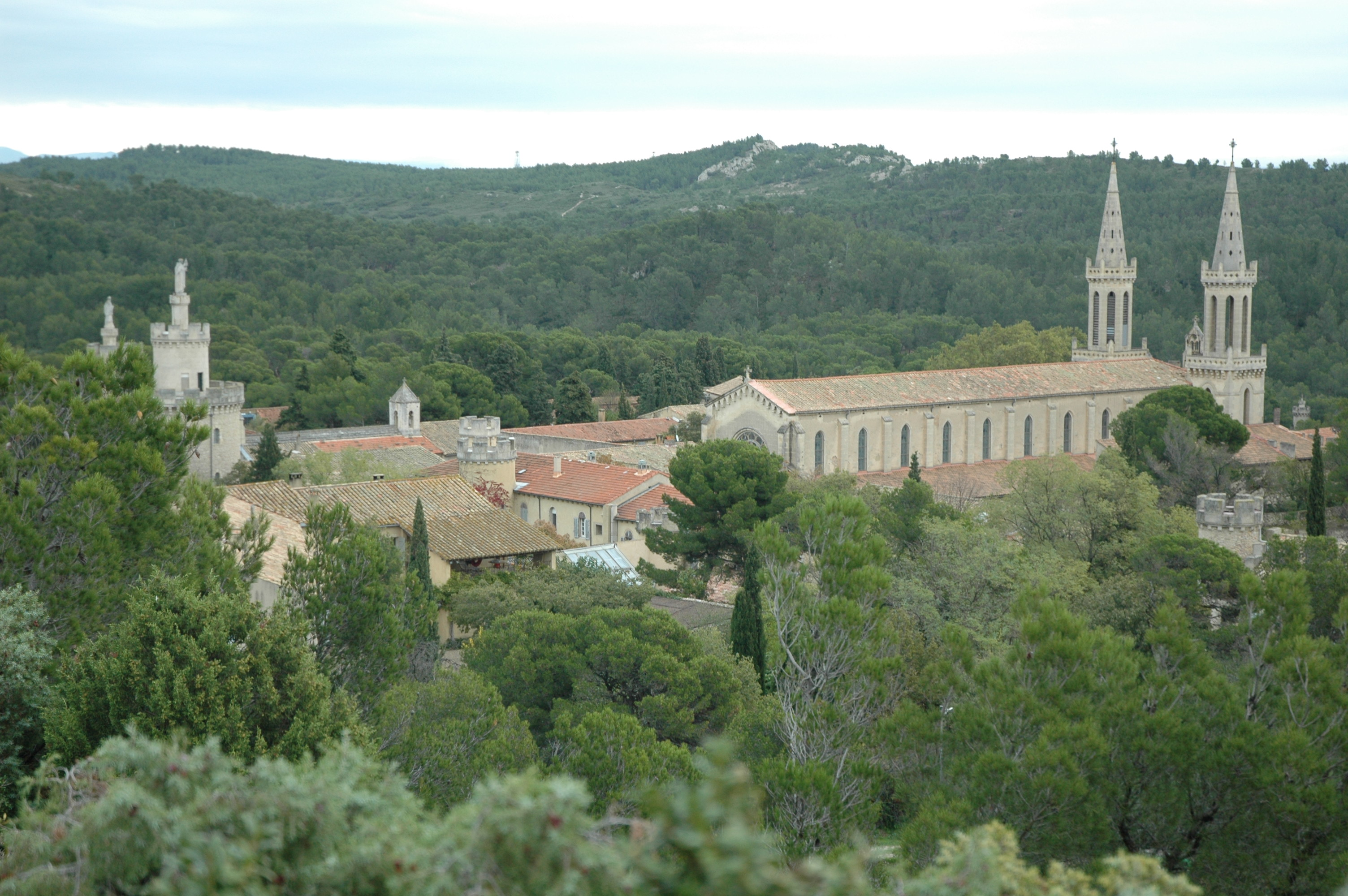
l'abadia, l'església abacial de la qual, dedicada a la Immaculada Concepció, que té el títol de basílica menor.

L'arquebisbat d'Ais de Provença (francès:  Archidiocèse d'Aix-en-Provence et Arles, llatí: Archidioecesis Aquensis in Gallia) és una seu de l'Església Catòlica a França, sufragània de l'arquebisbat de Marsella. Al 2012 tenia 714.000 batejats sobre una població de 867.000 habitants. Actualment està regida per l'arquebisbe Christophe Dufour.

## Territori
La diòcesi comprèn el departament francès de les Boques del Roine, llevat del districte de Marsella.
La seu arxiepiscopal és la ciutat de Ais de Provença, on es troba la catedral del Santíssim Salvador. Al territori diocesà també es troba l'antiga catedral d'Arlès i la basílica menor d'Immaculada Concepció a Tarascona.
El territori s'estén sobre 4.580 km², i està dividit en 120 parròquies, agrupades en 10 vicariats: Alpilles-Durance, Paese d'Arles, Salon-Valle del Durance, Istres-L'Olivier, Martigues Mediterranea, Estany de Bèrra, Marignane-Costa Blu, Paese de Gardanne, Aix-Valle dell'Arc, Aix-Santa Vittoria.

## Història
La tradició atribueix l'evangelització d'Ais i el seu entorn i la fundació de la diòcesi a Sant Maximí, un deixeble de Jesús, qui des de Palestina va arribar a la Provença i amb Maria Magdalena difongué la bona noticia per primera vegada a Ais. El seu successor va ser Sant Sidoni, identificat per la tradició amb el cec de naixement, curat per Jesús d'acord la narració de Joan Evangelista.
El primer bisbe històricament documentat és Llàtzer, que va viure a principis del segle v, les històries s'entrellacen amb les de l'emperador romà i usurpador Constantí III, a qui el bisbe va donar el seu suport; a la mort d'aquest el 411, Llàtzer es va veure obligat a dimitir. A partir de la primera meitat del segle viii el territori d'Aix va ser devastat pels sarraïns, i la seva presència a la Provença fins al segle x feu que fos difícil per a la vida cristiana; en aquest període la sèrie episcopal d'Ais és molt discontinua.
En el segle v va ser elevada al rang d'arxidiòcesi metropolitana, però l'autoritat de l'arquebisbe d'Ais, sempre eclipsat pel primat de Arles, va ser definitivament reconeguda només pel Papa Adrià I en 774, i el concili de Frankfurt de 794. La província eclesiàstica corresponia a l'antiga Gàl·lia Narbonesa II, a l'est del Roine, i incloïa les diòcesis d'bisbat d'Apt, Riez, Fréjus, Gap, Sisteron i Antibes. Al segle xii, Antibes es va convertir en un sufragània de l'arxidiòcesi d'Embrun. La resta de la província eclesiàstica es va mantenir sense canvis fins a la Revolució francesa.
Al segle xi, la construcció de la catedral va començar durant l'episcopat de Rostan de Fos; la part més antiga del baptisteri es remunta als segles V-segle vi.
A partir del segle xii, els arquebisbes d'Ais es van alliberar definitivament de la seva submissió a l'església d'Arle. El bisbe Pierre III va rebre el pal·li el 1102 i el 1112 es va reunir per primera vegada amb un concili provincial on es van reunir tots els bisbes sufraganis.
El 1409 es va erigir la Universitat d'Ais amb una butlla del Papa pisà Alexandre V. La institució, que incloïa les facultats de teologia, jurisprudència i medicina, va ser confirmada per Lluís II de Provença el 1413 i una altra vegada pels reis francesos durant el segle xvii.
Durant la Reforma Protestant, l'arquebisbe Jean de Saint-Chamond es va permetre atraure la nova confessió religiosa i va ser excomunicat pel Papa; el 25 de desembre de 1566 va anunciar públicament la seva dimissió al púlpit de la catedral; després es va casar i es va fer càrrec d'un regiment hugonot. La ciutat i l'arxidiòcesi, però, es van mantenir fidels al catolicisme, per iniciativa especialment de l'arquebisbe Gilbert Génébrard.
Va ser a causa de Girolamo Grimaldi-Cavalleroni que el seminari va ser instituït al segle xvii, després d'haver fracassat els intents anteriors.
Abans de la Revolució francesa, l'arxidiòcesi comprenia 84 parròquies dividides en 8 deaneries : Brignoles, Trets, Rians, Lambesc, Pertús, Cadenet i Reillanne.
Després del concordat, la butlla Qui Christi Domini del Papa Pius VII del 29 de novembre de 1801 va incorporar al territori de l'arxidiòcesi d'Arle i de les diòcesi de Fréjus, Grasse, Marsella, Riez (in parte), Tolone i Vence, que van ser suprimits. La nova província eclesiàstica va incloure les diòcesis d'Avinyó, Digne, Niça i Aiacciu.
El 10 de juliol de 1817 es va restablir l'arxidiòcesi d'Arles, però el 6 d'octubre de 1822 es va confirmar definitivament la seva supressió i incorporació a l'arxidiòcesi d'Ais. El 6 d'octubre es van restablir les diòcesis de Marsella i Fréjus, amb territori obtingut de l'Ais. Des d'aleshores, l'arquebisbe d'Ais també pot presumir del títol de bisbe d'Arles. Després dels canvis de 1801 i 1822, la nova província eclesiàstica va incloure les diòcesis de Fréjus, Digne, Gap, Marsella i Ajaccio; Niça es va afegir el 1860, mentre que Marsella es va convertir en arxidiòcesi el 1948. De 1838 a 1866 també la diòcesi d'Alger formava part de la província eclesiàstica d'Aix.
El 8 de desembre de 2002, amb la reorganització dels límits diocesans francesos, Ais va perdre el rang de seu metropolitana, tot i que conservava el títol d'arquebisbe, i es va convertir en part de la província eclesiàstica de Marsella.
En el transcurs de la seva llarga història, l'arxidiòcesi d'Ais ha donat a l'Església onze cardenals d'entre els seus arquebisbes i altres set entre els canonges del capítol de la catedral.

## Cronologia episcopal
- San Massimini †
- San Sidonio †
- Triferio? † (abans del 396 - després del 401)[3]
- Lazzaro † (vers 408 - vers 411 renuncià)[4]
- San Basilio † (abans del 475 - després del 494)
- San Menelfalo † (finals del segle v)[5]
- Massimo † (abans del 524 - després del 541)
- Avolo † (abans del 549 - després del 554)
- Francone † (en època del rei Sigebert I)[6]
- Pienzio † (abans del 581 - després del 585)
- Protasio † (abans del 596 - després del 636 ?)
- Anonimo † (citat el 794)
- Benedetto † (citat el 828)
- Onorato? † (citat el 867)[7]
- Rotberto I † (abans dell'878 - després del 879)
- Matfrido † (citat el 886 o 887)
- Odolrico † (abans del 928 - després de desembre de 947)
- Israele † (citat a d'octubre de 949)
- Silvestro † (abans del 966 vers - després del 979)
- Amalric I † (abans del 991 - després del 1012 vers)
- Ingilramno † (citat el 1014)[8]
- Pons I de Châteaurenard † (citat el 1019)
- Amalric II † (citat a de març de 1032)
- Pierre I † (1032 - després del 1048)
- Pons II de Châteaurenard † (abans del 1053 - dopo de gener de 1056)
- Rostan de Fos † (1056 o 1057 - 1082 renuncià)
- Pierre II Gaufridi † (abans del 27 de maig de 1082 - 1101 mort)
- Pierre III † (abans del 28 de març de 1102[9] - després del 1112)
- Fouques † (abans de març de 1118 - 1131 o 1132 mort)
- Pons de Lubières † (15 de maig de 1132 - després del 1157)
- Pierre IV † (abans del 1162 - 1165 mort)
- Hugues de Montlaur † (1165 - després del 1174)
- Bertrand de Roquevaire † (abans de juliol de 1178 – després de maig de 1179)
- Henri † (prima de d'abril de 1180 - vers 1886 mort)
- Gui de Fos † (d'agost de 1186 - 12 de març de 1212 mort)
- Bermond Cornut † (abans de desembre de 1212 - 7 d'abril de 1223 mort)
- Raimond Audibert † (1223 - 7 de març de 1251 renuncià)
- Philippe † (d'abril de 1251 - 10 de febrer de 1257 mort)
- Vicedomino Vicedomini † (22 de juliol de 1257 - 3 de juny de 1273 nomenat cardenal bisbe de Palestrina)
- Grimier Vicedominus † (13 de gener de 1274 - 30 de novembre de 1282 mort)
- Rostan de Noves † (14 d'agost de 1283 - 30 de gener de 1311 mort)
- Guillaume de Mandagout † (26 de maig de 1311 - 24 de desembre de 1312 nomenat cardenal bisbe de Palestrina)
- Robert de Mauvoisin † (6 d'agost de 1313 - 1318 renuncià)
- Pierre des Prés † (11 de setembre de 1318 - 20 de desembre de 1320 nomenat cardenal prevere de Santa Pudenziana)
- Pierre Auriol, O.F.M. † (27 de febrer de 1321 - 10 de gener de 1322 mort)
- Jacques de Concos, O.P. † (9 de juliol de 1322 - 1 de maig de 1329 mort)
- Armand de Narcès † (19 de juliol de 1329 - 21 de juliol de 1348 mort)
- Arnaud Bernard du Pouget † (14 d'agost de 1348 - 16 de juny de 1361 nomenat patriarca de Alexandria)
- Jean Peissoni † (2 d'agost de 1361 - 10 d'octubre de 1368 mort)
- Giraud de Pousillac † (4 de desembre de 1368 - 23 de maig de 1379 mort)
- Jean d'Agout † (1 de juny de 1379 - 22 de setembre de 1394 mort)
- Thomas de Puppio † (22 de desembre de 1396 - 10 de febrer de 1420 mort)
  - Guillaume Fillastre † (13 de novembre de 1420[10] - 1421 renuncià) (administrador apostòlic)
- Avignone Nicolai, O.P. † (3 de juliol de 1422 - 15 de juny de 1443 mort)
- Robert Roger † (10 de juliol de 1443 - 1447 mort)
- Robert Damiani, O.F.M. † (23 d'octubre de 1447 - 1460 renuncià)
- Olivier de Pennart, O.C.S.A. † (8 d'agost de 1460 - 28 de gener de 1484 mort)
- Philippe Herbert † (27 de febrer de 1484 - 14 d'octubre de 1499 mort)
  - André d'Espinay † (d'octubre de 1499 - 13 de maig de 1500 renuncià) (administrador apostòlic)
- Christophe de Brillac † (13 de maig de 1500 - 22 de setembre de 1503 o 19 de gener de 1504 nomenat arquebisbe titolar de Traianopoli de Rodope)[11]
- François de Brillac † (22 de desembre de 1504 - 17 de gener de 1506 mort)
- Pierre Filhol † (9 de març de 1506 - 22 de gener de 1541 mort)
- Antoine Filhol † (22 de gener de 1541 - 2 de desembre de 1550 mort)
- Jean de Saint-Chamond † (19 de gener de 1551 - 11 de desembre de 1566 deposat)
- Lorenzo Strozzi † (6 de febrer de 1568 - 14 de desembre de 1571 mort)
- Giuliano de' Medici † (29 de maig de 1572 o 1574 - 1575 renuncià)[12]
- Alessandro Canigiani † (28 de març de 1576 - 21 de març de o 31 de maig de 1591 mort)
- Gilbert Génébrard, O.S.B. † (10 de maig de 1591 - 16 de febrer de o 14 de març de 1597 mort)
- Paul Hurault de L'Hôpital † (10 de març de 1599 - 8 de setembre de 1624 mort)
- Gui Hurault de L'Hôpital † (8 de setembre de 1624 - 3 de desembre de 1625 mort)
- Alphonse-Louis du Plessis de Richelieu, O.Cart. † (27 d'abril de 1626 - 27 de novembre de 1628 nomenat arquebisbe de Lió)
- Louis de Bretel † (6 d'octubre de 1631 - 27 de març de 1644 mort)
- Michele Mazzarino, O.P. † (10 de juliol de 1645 - 31 d'agost de 1648 mort)
- Girolamo Grimaldi-Cavalleroni † (30 d'agost de 1655 - 4 de novembre de 1685 mort)
- Daniel de Cosnac † (9 de novembre de 1693 - 20 de gener de 1708 mort)
- Charles-Gaspard-Guillaume de Vintimille du Luc † (14 de maig de 1708 - 17 d'agost de 1729 nomenat arquebisbe de París)
- Jean-Baptiste de Brancas † (17 d'agost de 1729 - 30 d'agost de 1770 mort)
- Jean-de-Dieu-Raymond de Boisgelin de Cucè † (17 de juny de 1771 - abans del 7 de novembre de 1801 renuncià)
- Jérôme-Marie Champion de Cicé † (10 d'abril de 1802 - 22 d'agost de 1810 mort)
  - Sede vacante (1810-1817)
- Pierre-François-Gabriel-Raymond-Ignace-Ferdinand de Bausset-Roquefort † (1 d'octubre de 1817 - 29 de gener de 1829 mort)
- Charles-Alexandre de Richery † (27 de juliol de 1829 - 15 de novembre de 1830 mort)
- Jacques Raillon † (24 de febrer de 1832 - 13 de febrer de 1835 mort)
- Joseph Bernet † (1 de febrer de 1836 - 5 de juliol de 1846 mort)
- Pierre-Marie-Joseph Darcimoles † (12 d'abril de 1847 - 11 de gener de 1857 mort)
- Georges-Claude-Louis-Pie Chalandon † (19 de març de 1857 - 28 de febrer de 1873 mort)
- Théodore-Augustin Forcade, M.E.P. † (25 de juliol de 1873 - 12 de setembre de 1885 mort)
- François Xavier Gouthe-Soulard † (10 de juny de 1886 - 9 de setembre de 1900 mort)
- François-Joseph-Edwin Bonnefoy † (18 d'abril de 1901 - 20 d'abril de 1920 mort)
- Maurice-Louis-Marie Rivière † (9 de juliol de 1920 - 28 de setembre de 1930 mort)
- Emmanuel Coste † (28 de juliol de 1931 - 18 de gener de 1934 mort)
- Clément-Emile Roques † (24 de desembre de 1934 - 11 de maig de 1940 nomenat arquebisbe de Rennes)
- Florent-Michel-Marie-Joseph du Bois de la Villerabel † (11 de maig de 1940 - 13 de desembre de 1944 renuncià)
- Charles-Marie-Joseph-Henri de Provenchères † (3 de novembre de 1945 - 30 de novembre de 1978 jubilat)
- Bernard Louis Auguste Paul Panafieu † (30 de novembre de 1978 - 24 d'agost de 1994 nomenat arquebisbe coadiutor de Marsella)
- Louis-Marie Billé † (5 de maig de 1995 - 10 de juliol de 1998 nomenat arquebisbe de Lió)
- Claude Feidt (17 de juny de 1999 - 29 de març de 2010 renuncià)
- Christophe Dufour, il 29 de març de 2010

## Estadístiques
A finals del 2012, la diòcesi tenia 714.000 batejats sobre una població de 867.000 persones, equivalent al 82,4% del total.
| any  | població | població | població | sacerdots | sacerdots       | sacerdots       | sacerdots             | diaques | religiosos | religiosos | parròquies |
| ---- | -------- | -------- | -------- | --------- | --------------- | --------------- | --------------------- | ------- | ---------- | ---------- | ---------- |
| any  | batejats | total    | %        | total     | clergat secular | clergat regular | batejats por sacerdot | diaques | homes      | dones      |            |
| 1948 | 258.000  | 288.000  | 89,6     | 214       | 184             | 30              | 1.205                 |         | 41         | 572        | 130        |
| 1959 | 280.000  | 315.000  | 88,9     | 246       | 211             | 35              | 1.138                 |         | 69         | 530        | 131        |
| 1969 | ?        | 479.272  | ?        | 285       | 221             | 64              | ?                     | 1       | 104        | 548        | 101        |
| 1980 | 474.500  | 601.000  | 79,0     | 287       | 202             | 85              | 1.653                 | 1       | 109        | 567        | 124        |
| 1990 | 592.000  | 735.000  | 80,5     | 242       | 178             | 64              | 2.446                 | 6       | 96         | 520        | 124        |
| 1999 | 637.000  | 793.383  | 80,3     | 213       | 157             | 56              | 2.990                 | 10      | 70         | 364        | 128        |
| 2000 | 668.000  | 832.600  | 80,2     | 211       | 151             | 60              | 3.165                 | 10      | 119        | 360        | 128        |
| 2001 | 688.000  | 857.071  | 80,3     | 221       | 163             | 58              | 3.113                 | 14      | 79         | 360        | 112        |
| 2002 | 688.000  | 857.071  | 80,3     | 202       | 143             | 59              | 3.405                 | 14      | 76         | 360        | 122        |
| 2003 | 688.000  | 857.071  | 80,3     | 181       | 142             | 39              | 3.801                 | 13      | 56         | 360        | 122        |
| 2004 | 688.000  | 857.071  | 80,3     | 188       | 153             | 35              | 3.659                 | 13      | 50         | 354        | 122        |
| 2006 | 688.000  | 857.071  | 80,3     | 179       | 143             | 36              | 3.843                 | 14      | 56         | 334        | 120        |
| 2012 | 714.000  | 867.000  | 82,4     | 159       | 131             | 28              | 4.490                 | 21      | 57         | 265        | 120        |

## Nota
1. ↑  Jo 9,1-41
2. ↑  F. Belin, Histoire de l'ancienne université de Provence, Aix-en-Provence 1892.
3. ↑  Entre les fonts citades, aquest bisbe només és admès per Albanès (Gallia christiana novissima); hauria participat al concili de Nimes del 396 i al de Torí del 401. També, segons Duchesne, al d'Albanès només és conjectura, car a les actes del concili no s'indica la seu on pertanyia el bisbe.
4. ↑  Després de Lazzaro, les fonts citades donen el nom de bisbes, però no concorden: Fisquet e Gams parlen d'un sant Armentari; Albanès senyala un Ausanio; Fisquet posa també un Vittore. Tots donen coma cert a Basilio.
5. ↑  Ammesso da Fisquet, Albanès e Gams, ignoto a Gallia christiana. Duchesne (p. 281, nota 5) riporta uno studio secondo il quale l'iscrizione che parla de Menelfalo potrebbe datarsi al X secolo.
6. ↑  Recordat per Gregori de Tours, segons el qual hauria viscut en època del rei Sigebert (qui regnà del 561 al 575).
7. ↑  Incert per Duchesne i Gams; ignorat a Gallia christiana.
8. ↑  Apareix a Gallia christiana, Gams i Fisquet, i esclòs a Albanès, segons el qual Ingilramno segui sent sempre bisbe de Cavaillon.
9. ↑  Aquest dia està datada la butlla amb la que se li assigna el pal·li.
10. ↑  Nomenat per primera vegada el 25 de juliol de 1414.
11. ↑  Il 22 de desembre de 1504 è nomenat arquebisbe, a títol personal, d'Orléans.
12. ↑  Nomenat arquebisbe de Albi il 28 de març de 1575 o 1576.